# Pycnopygius
Pycnopygius es un género de aves paseriformes perteneciente a la familia Meliphagidae. Sus miembros son nativos de Nueva Guinea y algunas islas aledañas.

## Especies
El género contiene las siguientes especies:
- Pycnopygius ixoides – mielero bulbul;
- Pycnopygius cinereus – mielero jaspeado;
- Pycnopygius stictocephalus – mielero cabecirrayado.